# Kloštar Ivanić
Kloštar Ivanić je naseljeno mjesto i istoimena općina u blizini Ivanić-Grada, pripada Zagrebačkoj županiji u Republici Hrvatskoj.

## Zemljopis
Kloštar Ivanić je naselje i središte istoimene općine u Zapadnoj Moslavini smješteno 4 km sjeveroistočno od Ivanić-Grada. Leži na 159 m apsolutne visine. Površina općine iznosi 79,01 km2. 
Kloštar Ivanić je izrazito poljoprivredno – stočarski kraj. Razvijene poljoprivredne grane su voćarstvo, vinogradarstvo i povrtlarstvo. Zastupljene grane stočarstva na ovom području su svinjogojstvo, govedarstvo i konjogojstvo (hrvatski posavac). Na području općine Kloštar Ivanić nalaze se ležišta nafte i prirodnoga plina.

## Stanovništvo
Po popisu stanovništva iz 2001. godine, općina Kloštar Ivanić imala je 6038 stanovnika, raspoređenih u 11 naselja:
- Bešlinec – 378
- Čemernica Lonjska – 279
- Donja Obreška – 138
- Gornja Obreška – 106
- Kloštar Ivanić – 3597
- Krišci – 210
- Lipovec Lonjski – 336
- Predavec – 240
- Sobočani – 419
- Stara Marča – 151
- Šćapovec – 184

Gustoća: 74, 66 st. po km2. Broj privatnih kućanstava iznosi 1761. Stambenih jedinica je 2966, od čega je 1936 stanova za stalno stanovanje.
| broj stanovnika | 2821  | 2936  | 2988  | 3468  | 3742  | 4137  | 4176  | 4450  | 4377  | 4532  | 4741  | 4757  | 4692  | 4771  | 6038  | 6091  | 5523  |
|                 | 1857. | 1869. | 1880. | 1890. | 1900. | 1910. | 1921. | 1931. | 1948. | 1953. | 1961. | 1971. | 1981. | 1991. | 2001. | 2011. | 2021. |

| broj stanovnika | 785   | 768   | 787   | 900   | 1009  | 1077  | 1102  | 1165  | 1104  | 1323  | 1587  | 1877  | 1946  | 2568  | 3597  | 3583  | 3263  |
|                 | 1857. | 1869. | 1880. | 1890. | 1900. | 1910. | 1921. | 1931. | 1948. | 1953. | 1961. | 1971. | 1981. | 1991. | 2001. | 2011. | 2021. |

## Uprava
Načelnica općine je Jasenka Haleuš.
Dan općine obilježava se 24. lipnja na dan sv. Ivana Krstitelja.

## Povijest
Na području naselja Kloštar Ivanić pronađeni su ostatci iz prapovijesnog doba. Iz brončanoga je doba (11. st.pr. Kr.) ostava s rijetkim predmetima. Za to razdoblje karakteristična je kultura žarnih polja koja je dobila ime po spaljivanju pokojnika i pokapanju pepela u žare (urne). U Kloštar Ivaniću pronađena je ostava brončanih predmeta od kojih se ističu knemide – potkoljenice i mali ingot egejskog oblika što dokazuje da su ovi prostori još u brončano doba imali kontakte sa Sredozemljem.
God. 1226. zagrebački biskup Stjepan Babonić navodi da je u naselju Ivanić (villa Ivanch) dao sagraditi crkvu sv. Marije i samostan redovnica. 
Biskupski kaštel u Ivaniću spominje se izravno prvi put 1335. u ispravi biskupa Ladislava de Kobola: in castro nostro de Iwangh. Zagrebački biskup Luka Baretin podignuo je na početku 16. st. crkvu Sv. Ivana Krstitelja i uz nju novi samostan, u koji su se 1508. uselili franjevci. Godine 1549. samostan je bio napušten zbog osmanlijske prijetnje, a s povratkom franjevaca 1639. ponovno je obnovljen (teško oštećen 1944.). Do 1703. naselje je bilo u sastavu Vojne krajine, isprva pod kraljevom upravom, a potom pod upravom hrvatskog bana.
Povijest Kloštar Ivanića usko je vezana s Ivanić-Gradom i Križom koji su u 16. stoljeću činili snažan sustav obrane od Turaka, te veći dio 20. stoljeća bili u istoj općini (prostoru koji je još nazivan Otok Ivanić)

## Poznate osobe
- Feliks Barušić
- Ivica Todorić

## Spomenici i znamenitosti

### Crkva Blažene Djevice Marije
Kloštranska Crkva Blažene Djevice Marije najznačajniji je spomenik sakralne arhitekture stare ivanićke povijesti. Crkvu, a i uz nju samostan, dao je sagraditi zagrebački biskup Stjepan II. Babonić. Pred Turcima iz Ivanića su u 16. st. otišle benediktinke i franjevci, a s njima i narod.
Nakon mira postepeno slijedi povratak ljudi na ovo područje. Zagrebački biskup Benko Vinković ponovno u Ivanić dovodi franjevce. U 17. st. obnavlja i uređuje župu Blažene Djevice Marije. Staru izvornu crkvu je župnik Jakov Gallović obnovio, a biskup Petar Domitrović 6. ožujka 1622. posvetio.
Obnovljena i posvećena Crkva Blažene Djevice Marije imala je tri oltara Blažene Djevice Marije, što znači da je temeljem predaje bilo poznato štovanje Djevice, a kasnije to potvrđuje Knjiga čudesa iz 18. st. Nastojanjem zagrebačkog biskupa Franje Thansija, župnik Franjo Vlahović je shvatio proštenjarski značaj Crkve Blažene Djevice Marije koja se štovala kao “Majka Milosrđa“ od davnina.
Dakle brigom i odredbom zagrebačkog biskupa Franje Thansija, ivanićka je crkva podignuta, proširena, produljena i uređena 1757. – 1759. Dobila je svoj sadašnji izgled i posvećena je 1759. Glavni oltar dao je podići Franjo Thansi 1762. i od tada je proštenjarska crkva. 

### Crkva i samostan sv. Ivana Krstitelja
Franjevački samostan i crkva u Kloštar Ivaniću čine jedinstven spomenički arhitektonski kompleks. Prema svjedočanstvu urezane godine u renesansnom grbu nad glavnim portalom crkve, graditelj crkve i samostana bio je zagrebački biskup Luka Baretin, a svoje je djelo završio 1508. godine. Ova velika gotička crkva, posvećena sv. Ivanu Krstitelju, kasnije je bila barokizirana. 
U gotičkom svetištu crkve koja je stradala za Drugog svjetskoga rata nalaze se pažljivo klesane konzole. Drveni oltari, kipovi i propovjedaonice bili su barokni. Franjevce je u samostan pozvao biskup Luka Baretin, ali su oni već oko sredine 15. st. napustili samostan koji postaje obrambena utvrda u ratovima s Turcima. Samostan i crkva, kao i Kloštar Ivanić, više su puta stradali od Turaka, a najviše štete nanio im je požar izazvan nepažnjom krajiške vojske 1572. godine. Samostan i crkva bili su popravljeni i preuređeni za biskupa Franje Ergeljskoga. U 17. st. opet su došli franjevci koji su temeljito popravili samostan, najviše nastojanjem Elezara Borena. U zvonik crkve bila su postavljena tri lijevana zvona, nabavljene su nove orgulje, postavljeno je još pet oltara, a na crkvi su izmijenjeni prozori i iznova pozlaćeni svi oltari.

### Crkveni toranj u Kloštru – osnovica za katastarsku izmjeru
Prema odluci još iz 1817. godine, Austrija je izabrala upravo toranj crkve Sv. Ivana Krstitelja u Kloštar Ivaniću kao ishodišnu točku za provedbu katastarske izmjere za područje Hrvatske i Slavonije. Toranj je visok 69 metara i vidi se iz mnogih susjednih točaka te je kao takav mogao poslužiti kao polazište trigonometrijske mreže. U odnosu na tu glavnu točku, određeno je i tzv. susjedno ekscentrično geodetsko stajalište koje se nalazi na starom sajmištu u Kloštar Ivaniću. To je masivni stup s metalnim središtem koji se tamo nalazi i danas.   

### Franjevačka ljekarna
Uz franjevački samostan u Kloštar Ivaniću veže se još jedan značajni povijesni spomenik: franjevačka ljekarna, jedna od najstarijih u ovom dijelu Hrvatske. Postoje podatci da je u samostanu postojala ljekarna već od 1670. godine. Od 1725. čuva se popis franjevaca ljekarnika i ranarnika. Samostanska ljekarna dobiva 1742. godine status javne ustanove koja služi za zdravstvenu zaštitu naroda. 

### Veliki zdenac
U središtu Kloštra nalazi se i seoski središnji zdenac sa zanimljivom nadzemnom arhitekturom. Građen je vjerojatno još za potrebe vojne granice. Zdenac je jedan od vrlo rijetkih povijesno – građevinskih spomenika te vrste u sjevernoj Hrvatskoj.

### Knjiga čudesa Blažene Djevice Marije Ivanićke
Knjiga čudesa Blažene Djevice Marije Ivanićke čuva se danas u župnom arhivu franjevačke crkve u Kloštar Ivaniću. To je velika knjiga uvezena u tvrde korice s kožnim hrptom. Knjigu je pisalo nekoliko autora, a zapisi datiraju od 1757. do 1782. godine. Na domaćem (kajkavskom narječju) zapisano je šezdesetak događaja onog vremena. Knjiga govori o pučkom vjerovanju i pobožnom pouzdanju u Ivanićku Majku Božju te o zdravstvenim, gospodarskim i društvenim prilikama u Kloštar Ivaniću i okolici.
- Crkva Uznesenja Blažene Djevice Marije

## Obrazovanje
- Osnovna škola Braće Radića
- Dječji vrtić Proljeće

## Kultura
Na području općine djeluju dva kulturno umjetnička društva:
- KUD "Kloštar"
- KUD "Obreška"

## Šport
- nogometni klub
- biciklistički klub

## Vanjske poveznice
- Službene stranice Općine Kloštar Ivanić
- Stranice župe Kloštar Ivanić  Arhivirana inačica izvorne stranice od 31. kolovoza 2011. (Wayback Machine)
- Stranice Karmela Kloštar Ivanić
- Sestre Franjevke
- Stranice dječjeg vrtića Proljeće  Arhivirana inačica izvorne stranice od 28. srpnja 2019. (Wayback Machine)
- Stranice osnovne škole  Arhivirana inačica izvorne stranice od 13. travnja 2012. (Wayback Machine)
- Knjižnica Kloštar Ivanić